# ليو ألاتيوس
ليو ألاتيوس (نحو 1586 - 19 يناير 1669) عالم يوناني، ولاهوتي، وأمين لمكتبة الفاتيكان. 

## سيرته الذاتية
ليو ألاتيوس يوناني، ولد في جزيرة خيوس (التي كانت آنذاك جزءًا من الإمبراطورية العثمانية والمعروفة باسم ساكيز) عام 1586. والده نيكولا ألاتزيس (من الديانة الأرثوذكسية) ووالدته سيباستي نيوريدس، وكلاهما من أصل يوناني (سرعان ما تحول ألاتيوس إلى الكاثوليكية من الأرثوذكسية اليونانية). اصطحبه خاله مايكل نيوريدس إلى إيطاليا لتلقي تعليمه في سن التاسعة، أولًا في قلورية ثم في روما حيث قُبل في الكلية اليونانية. تخرج من الكلية اليونانية البابوية للقديس أثناسيوس في روما، وأمضى حياته المهنية في روما مدرسًا للغة اليونانية في الكلية اليونانية، وكرس نفسه لدراسة الكلاسيكيات واللاهوت. ووجد في البابا غريغوري الخامس عشر شفيعًا.
في عام 1622، بعد الاستيلاء على هايدلبرغ من قبل تيلي، وعند استبدال الناخب البروتستانتي لبافاريا فريدريك الخامس بأحد الكاثوليك، قدم الناخب المنتصر ماكسيمليان من بافاريا مكتبة بالاتينات المكونة من 196 قضية والتي تحتوي على نحو 3500 مخطوطة للبابا غريغوري. أشرف ألاتيوس على نقلها في قافلة مكونة من 200 بغل عبر جبال الألب إلى روما، لتُدرج في مكتبة الفاتيكان. ما تزال جميع مخطوطات هايدلبرغ، باستثناء 39 مخطوطة، والتي أرِسلت إلى باريس في عام 1797 وأعيدت إلى هايدلبرغ في معاهدة باريس في عام 1815، وهدية البابا بيوس السابع من بين 852 مخطوطة أخرى في عام 1816، في مكتبة الفاتيكان حتى يومنا هذا.
«تجاوز» ألاتيوس منصب أمين مكتبة الفاتيكان وأصبح أمين مكتبة للكاردينال ليليو بيسيا الذي كان لديه مكتبة خاصة واسعة. عند وفاة الكاردينال، أصبح ألاتيوس أمين مكتبة للكاردينال فرانتشيسكو باربريني. عينه البابا ألكسندر السابع أمينًا لمكتبة الفاتيكان عام 1661، وهو المنصب الذي شغله حتى وفاته.
خلفيته الثقافية، التي احتضنت العالمين اليوناني والروماني، أتاحت له رؤية فريدة لمسألة الاتحاد القديمة لمعالجة الانشقاق العظيم. لقد كان يعرف أفضل من أي باحث غربي في عصره التقاليد الدينية والتاريخية والفنية للعالم الأرثوذكسي الذي كافح تحت السيطرة العثمانية. بشغف أكبر من أي عالم لاهوت آخر في القرن السابع عشر، اعتقد أن الإلمام بهذه التقاليد سيمكن الكنيستين من سد الانشقاق اللاهوتي والكنسي.
وهكذا في عام 1651، عند نشر الطبعة الأولى المطبوعة من أعمال جورج الأكروبوليت، مبعوث الإمبراطور البيزنطي في القرن الثالث عشر والذي اعترف بسيادة الحبر الروماني وبالتالي أصبح من المشاهير، على الأقل في الغرب، اكتسب المقال اللاتيني الذي شكل مقدمة هذا المجلد، عن جاورجيوس وكتاباتهم، شهرة باعتباره حجة راسخة للقواسم المشتركة بين الكنيستين.
كان ألاتيوس مدافعًا طبيعيًا عن الطوائف الشرقية في أوروبا الشرقية، ففي قرارة نفسه كان مقتنعًا أن أعمال الاتحاد لم تشكل أسباب الإيمان أو العقيدة وبالتالي ليست أساسًا لخلافة الأساقفة، بل كانت مجرد نقل للولايات القضائية، ويبدو أنه اعتقد حقًا أن «الإيمان اللاتيني» و«الإيمان اليوناني» متطابقين وأنه في ظل «الطاعة الرومانية» ما يزال من الممكن أن يكونا أرثوذكسيين. لذلك جادل في مساهمته في كتيب موحد منتصف القرن السابع عشر («الكنائس الغربية والشرقية في اتفاق دائم، في ثلاثة كتب») (1648). أدت مثل هذه المفاهيم إلى الشروط النهائية التي تنص على عدم دمج الكنائس الشرقية مع الكنيسة الكاثوليكية مع احتفاظها باستقلالها الهرمي وطقوسها التقليدية.
تدرب ألاتيوس كطبيب. في عام 1645 أدرج أول مناقشة منهجية عن مصاصي الدماء في («حول بعض الآراء الحديثة بين اليونانيين»). في سنواته الأخيرة جمع المخطوطات اليونانية والسورية لإضافتها إلى المكتبة الشرقية للبابا الراحل غريغوري الخامس عشر في الفاتيكان.